# Aspasiodes allophyla
Aspasiodes allophyla är en fjärilsart som beskrevs av Turner 1944. Aspasiodes allophyla ingår i släktet Aspasiodes och familjen praktmalar, Oecophoridae. Inga underarter finns listade i Catalogue of Life.